# Clarence Childs
Clarence Chester Childs, (Wooster, Ohio, 24 de juliol de 1883 - Washington DC, 16 de setembre 1960) va ser un atleta estatunidenc, especialista en el llançament de martell, que va competir a començaments del segle xx. Posteriorment exercí d'entrenador de futbol americà a la Universitat d'Indiana.
Nascut a Wooster, Ohio, el 1883 va viure gran part de la seva joventut a Fremont, on va jugar a futbol amb el Fremont Football Club. Fou capità de l'equip d'atletisme de Yale abans de prendre part en els Jocs Olímpics d'Estocolm de 1912. A Estocolm disputà la prova del llançament de martell del programa d'atletisme, on guanyà la medalla de bronze, en finalitzar tercer rere el seu compatriota Matt McGrath i el canadenc Duncan Gillis.

Childs fou entrenador de l'equip de futbol americà de la Universitat d'Indiana entre 1914 i 1915 i va servir a França durant la Primera Guerra Mundial. Childs va ser promogut pel president Warren Harding a un càrrec dins el Departament del Tresor dels Estats Units, però en fou acomiadat per atacar a un agent del Servei Secret que l'estava seguint per la sospita que Childs havia retirat il·legalment documents confidencials. Morí a Washington, D.C. el 16 de setembre 1960.